# Medalla Conmemorativa 50 Aniversario del 26 de Julio
La Medalla Conmemorativa 50 Aniversario del 26 de Julio es una condecoración de Cuba, creada para celebrar el quincuagésimo año desde el ataque a los cuarteles Moncada y Carlos Manuel de Céspedes, hecho fundamental de la Revolución Cubana ocurrido el 26 de julio de 1953.
Fue instituida por el Consejo de Estado en 2003 para premiar a los supervivientes de ambas acciones armadas y también algunos de la expedición del Granma.
Es una de las escasas condecoraciones nacionales que aceptó Fidel Castro. Fue el Comandante Juan Almeida quien impuso la medalla en el pecho del Comandante en Jefe.